# Kuna de Madungandí (huyện)
Huyện Kuna de Madungandí là một huyện (distrito) thuộc tỉnh Kuna de Madungandí ở Panama. Theo điều tra dân số năm 2000, huyện này có dân số 3305 người. Huyện Kuna de Madungandí có diện tích 2319 km². Huyện lỵ đóng tại .